# UDFy-38135539
UDFy-38135539（又名為："HUDF.YD3"）是人類觀測到的經光譜確認的最遙遠的天體（截至2010年10月），也是當前宇宙中已知存在的第三遙遠的天體（排在UDFj-39546284之後）。經計算它的光行距離超過40億秒差距，同移距離為91億秒差距。UDFy-38135539（哈勃超深空（UDF）的星系分類）最初於2009年9月由三個科學小組從哈勃太空望遠鏡紅外線圖像中發現。

## 發現
2009年8月至9月，UDFy-38135539星系的景象由哈勃太空望遠鏡於近期配置的第三代廣域照相機所拍攝的哈勃超深空捕捉到。之後圖像數據被傳至科學界，最終由Bouwens、Bunker和McLure等小組發現，隨後Lehnert等人的小組進行了光譜證實。這項成果被公佈在2010年的《自然》雜誌上的一篇題為"紅移為z=8.6的星系光譜證實"（英文標題：Spectroscopic Confirmation of a Galaxy at Redshift z=8.6）的文章中。Lehnert的小組在成果發表於自然雜誌以前曾對星系進行了16小時的觀測以及對結果展開為期2個月以上的分析。

## 特徵
UDFy-38135539位於天爐座，距離地球40多億秒差距，超過130億光年。星系的光線紅移達到了8.55。相比之下之前最遙遠的天體紀錄保持者伽瑪射線暴GRB 090423的光線紅移為8.2。據估計，UDFy-38135539大概擁有10億顆恆星，它的直徑只有銀河系的十分之一，不到銀河系恆星質量總和的百分之一。從地球上看到的來自星系的光線是從130億年以前發出的，距大爆炸僅有6億年，那時宇宙只有當前年齡的4%。
UDFy-38135539的光度距離為860.9億秒差距，大約是2830億光年。在宇宙學中有數種不同的距離測量方法，光行距離和光度距離有别於用來定義可觀測宇宙大小的同移距離。光度距離{\displaystyle D_{L}}和一種叫橫向同移距離（comoving transverse distance){\displaystyle D_{M}}的因素相關，用等式表示就是：{\displaystyle D_{L}=(1+z)D_{M}}，其中z是紅移，而在平坦宇宙中橫向同移距離本身等於徑向同移距離（radial comoving distance）。所以由{\displaystyle D_{L}} = 860.9億秒差距及z=8.55可得知同移距離之值為91億秒差距（大約是300億光年）。

## 後續發現
科學家們希望能夠發現更古老的星系。但每當星系的年齡越接近大爆炸的時間點時，星系的數量就會相應地减少，它們發出的光線也就越灰暗。畢竟普遍上這些擁有更少可觀測恆星數量的星系發出的光芒相當的微弱，隨著距離的增加，在尋找上的難度上也會大幅度提昇。將於2014年投入使用的詹姆斯·韋伯太空望遠鏡有能力觀測到134億光年以外，誕生時間早於宇宙大爆炸3億年之後的星系。預定於2018年完成的歐洲極大望遠鏡的鏡片直徑比甚大望遠鏡（Yepun）的大五倍，可以使人類對134億光年以外的星系作更詳細的研究。